# 有线数字电视
有线数字电视（英語：Digital Cable）是由通用仪器公司开发的利用数字数据和视频压缩的有线电视分销技术。到2000年，多数有线电视业者都开始提供有线数字电视业务并最终于2010 年代中期关闭模拟有线电视信号。在2000年代后期，广播电视开始采用高清电视标准（与模拟电视系统不兼容）。除了提供更高分辨率的高清视频外，数字有线系统还提供更多服务，例如按次付费节目、有线互联网接入和有线电话服务。大多数数字有线电视信号经过加密，相较于模拟电视，盗看有线电视的可能大幅降低。

## 历史
1990年， 通用仪器 （后被摩托罗拉收购，现为ARRIS国际子公司）证明可以利用数字压缩技术在一个六兆赫兹的物理频道中传送高清电视节目。通用仪器亦利用该技术在一个六兆赫兹的物理频道中传送多套高质量标清节目。
1990年代，有线电视提供商开始大力投资于这种新的多频道数字电视技术，以增加客户可收视电视频道的数量。来自卫星电视业者（如DirecTV、Dish Network和PrimeStar ）的竞争加剧和更多节目选择导致有线电视业者寻求传送更多节目的新方法。客户对更多频道、按次付费电视、数字音乐服务和高速互联网服务越来越感兴趣。到2000年，美国的大多数有线电视提供商都向他们的客户提供不同形式的有线数字电视。
有线数字电视技术使有线电视业者可以压缩频道，从而减少带宽占用并提供双工能力。这使业者能够提供更多频道、无需专用电话线的视频点播服务、电话服务、高速网络服务和互动电视服务。有线数字电视实施纠错以确保节目信号的完整，并使用安全的数字分发系统防止节目信号被盗播。 
大多数数字有线电视提供商通过正交幅度调制提供视频服务，通过有线电缆数据服务接口规范提供数据服务。一些供应商也开始推出使用IPTV或交换视频的视频服务。
截至2022年底，中国大陆有线电视实际用户2.00亿户，其中有线电视双向数字实际用户9820万户，农村有线广播电视实际用户0.66亿户；有线网络未通达的农村地区直播卫星用户1.50亿户。而对于网络电视领域，交互式网络电视（IPTV）用户超过3亿户，互联网电视（OTT）平均月度活跃用户数超过2.7亿户。
2023年11月，中国国家广播电视总局组织发布了《有线电视业务技术要求》等三项标准文件作为广播电视和网络视听行业标准，要求有线电视终端应提供“开机进入全屏直播”和“开机进入突出直播频道的交互主页”两种“开机模式”选项，系统默认设置应为“开机进入全屏直播”。有线电视智能机顶盒开机过程所需时间应不大于35s。有线电视运营机构在提供直播频道和时移电视、频道回看、视频点播等有线电视业务时，应确保界面简洁友好、操作方便快捷、节目优质传输。

## 频道
有线数字电视技术利用一套有线模拟电视占用的物理频道传送多套数字电视节目。在一个模拟频道上播出的数字节目取决于压缩方式。许多有线电视提供商能够在一个模拟频道频率上传送十套数字标清节目或两套数字高清节目。部分业者将更多频道压缩到具有更高压缩率的单个物理频道上，但此举通常会导致频道图像质量下降。
这种能力的增加使有线数字电视（以及利用地面波的ATSC ）中“频道”的概念变得复杂。现在标识频道的两个数字的正式名称是物理频道和子频道。
物理频道是一个数字对应一个具体的六兆赫兹频率范围（详见泛美地区有线电视频率列表）。
数字子频道是物理频道内的数据逻辑通道。从技术上讲，一个物理频道最多可传送1024个子频道，但为有效分配带宽，实际上仅使用少数几组子频道。
提供者有两种方法可以让消费者更容易做到这一点。前者通过PSIP实现，节目和频道信息与视频同步广播，允许消费者的解码器（机顶盒或显示器）自动识别多组主频与次频。
后者（亦通过PSIP实现）为完全隐藏子频道，许多有线电视公司将虚拟频道号映射到底层物理和子频道。例如，有线电视公司可能将5.1频道标记为732频道，5.2频道标记为733频道。这也允许有线电视业者无需修改频道号码即可移频。在这种安排中，物理/子频道号称为“QAM频道”，而频道信道名称称为“映射频道”、“虚拟频道”或简称“频道”。
理论上，机顶盒可以解码它接收到的每套电视节目的PSIP信息，并使用该信息建立QAM频道和虚拟频道之间的映射。然而，有线电视公司并不总是可靠地传输PSIP信息（或通过有线电视智能卡接收映射频道并将其传送到机顶盒）。

## 技术信息
美国数字有线电视系统的信号传输标准现在固定为64-QAM和256-QAM （正交幅度调制，在SCTE-07指定，且为DVB标准部分而非ATSC）。该方法一个六兆赫兹频道上使用256-QAM（38.47 Mbit/s，可承载约两组ATSC 19.39 Mbit/s传输流）。每组六兆赫兹频道通常用于承载七到十二套标清电视频道（256-QAM、 MPEG-2 MP/ML流，带宽3至5 Mbit/s）。在许多带有QAM调谐器的接收器（尤其是数字视频录像机）可以接收本地高清频道和部分有线电视频道。
有线数字电视可传送增强清晰度电视（480p）与高清电视（720p、1080i 和 1080p）信号。而模拟有线电视仅能以480i 格式（目前使用的最低电视画质）传送节目。
ATSC标准包括通过电缆以38.4 Mbit/s传输16VSB的规格，惟编码未获普遍接受。一些SMATV系统可能携带8VSB和QAM信号，后者主要用于公寓楼和使用无线/有线混合器的类似设施（例如HITS， 康卡斯特的一个利用卫星提供数字频道的小型有线电视系统）。
数字有线频道通常分配在552MHz以上频率（有线72频道的上限，13频道以上的有线频道的频率低于同等的特高频频道 )。 在552兆赫兹至750兆赫兹间有三十三个六兆赫兹物理频道（约可传送231套到396套标清电视频道）；当上限频率为864MHz时，则有五十二个六兆赫兹物理频道（约可传送364套到624套标清电视频道）。
在美国，数字有线电视系统需要750兆赫兹或更大的可用信道容量才能符合SCTE和CEA 标准，并向需要上述服务的客户提供智能卡 。